# Paragonaster grandis
Paragonaster grandis är en sjöstjärneart som beskrevs av Hubert Lyman Clark 1941. Paragonaster grandis ingår i släktet Paragonaster och familjen Pseudarchasteridae. Inga underarter finns listade i Catalogue of Life.